# Ялга-Узур
Ялга́-Узу́р (бур. Ялга Үзүүр - остриё оврага) — заимка в Ольхонском районе Иркутской области. Входит в Еланцынское муниципальное образование.

## География
Находится на правом берегу реки Анги в 8,5 км к востоку от районного центра — села Еланцы. Название происходит от диал. бур. ялга — «овраг» и бур. γзγγр — «верхушка, остриё». 

## Население
| 2002 | 2010 | 2011 | 2012 |
| ---- | ---- | ---- | ---- |
| 6    | ↗7   | →7   | →7   |

По данным Всероссийской переписи, в 2010 году на заимке проживало 7 человек (5 мужчин и 2 женщины).